# 第十八号掃海艇
|                    |                                                                             |
| 艦歴               |                                                                             |
| 計画               | 昭和6年度計画                                                               |
| 起工               | 1935年2月20日                                                               |
| 進水               | 1935年9月19日                                                               |
| 竣工               | 1936年4月30日                                                               |
| その後             | 1944年11月26日空襲により沈没                                                |
| 除籍               | 1945年1月10日                                                               |
| 性能諸元（竣工時） |                                                                             |
| 排水量             | 基準：578トン 公試：700トン                                                 |
| 全長               | 72.50m                                                                      |
| 全幅               | 7.85m                                                                       |
| 吃水               | 4.55m                                                                       |
| 機関               | ロ号艦本式缶（混焼）2基 艦本式タービン2基 2軸、3,200馬力                    |
| 速力               | 19.0ノット                                                                  |
| 航続距離           | 12ノットで2,600海里                                                         |
| 燃料               | 重油：47トン 石炭：110トン                                                  |
| 乗員               | 94名                                                                        |
| 兵装               | 45口径三年式12cm砲 2門 13mm機銃 連装2基 九四式爆雷投射機1基 爆雷36個 掃海具 |

第十八号掃海艇（だいじゅうはちごうそうかいてい）は、日本海軍の掃海艇。第十七号型掃海艇の2番艦。

## 艦歴
1935年（昭和10年）2月20日、三井物産造船部玉工場で起工。同年9月19日進水。1936年（昭和11年）4月30日に竣工。第十八号掃海艇と命名され、掃海艇に類別。
1937年（昭和12年）から1939年（昭和14年）まで日中戦争において華中及び華北の作戦に参加。太平洋戦争では、南方侵攻作戦、船団護衛に従事。
1944年（昭和19年）11月26日、海南島西角南方75海里付近でアメリカ陸軍機の攻撃を受けて沈没。1945年（昭和20年）1月10日に除籍。

## 歴代艇長
艤装員長
- 中杉清治 大尉：1935年10月15日[2] -

艇長
- 中杉清治 少佐：1936年4月30日[3] - 1936年12月1日[4]
- 若林一雄 少佐：1936年12月1日[4] - 1938年12月1日[5]
- 東日出夫 少佐：1938年12月1日[5] - 1939年11月15日[6]
- 高塚実 大尉：1939年11月15日[6] - 1940年11月15日[7]
- 渋谷隆 大尉：1940年11月15日[7] - 1941年5月15日[8]
- 河原政頼 予備大尉：1941年5月15日[8] -